# アルベルト5世・デステ
アルベルト（5世）・デステ（イタリア語：Alberto (V) d'Este, 1347年2月27日 - 1393年7月30日）は、モデナ＝レッジョ侯、フェラーラ侯（在位：1388年 - 1393年）。

## 生涯
アルベルトはフェラーラ侯およびモデナ侯オビッツォ3世・デステの息子である。1361年に兄ニッコロ2世によりエステ家の領主の一人に加えられ、1388年にニッコロ2世が死去した後に全フェラーラとモデナの君主となった。
アルベルトは1391年にフェラーラ大学を創設した。同年、ジョヴァンナ・デ・ロベルティ（1393年没）と結婚した。ジョヴァンナの死後、イソッタ・アルバレサーニと再婚した。
1393年にアルベルトは死去し、息子ニッコロ3世が跡を継いだ。